# Richmond (ancienne circonscription fédérale néo-écossaise)
Pour les articles homonymes, voir Richmond.
Richmond fut une circonscription électorale fédérale de Nouvelle-Écosse. La circonscription fut représentée de 1867 à 1917.
C'est l'Acte de l'Amérique du Nord britannique de 1867 qui créa la circonscription électorale de Richmond. Abolie en 1914, elle fut fusionnée avec Cap-Breton-Sud pour formée Cap-Breton-Sud et Richmond.

## Géographie
En 1867, la circonscription de Richmond comprenait:
- Le comté de Richmond

## Députés
1. 1867-1869 — William Joseph Croke, Anti-confédéré
2. 1869¹-1874 — Isaac LeVesconte, Conservateur
3. 1874-1882 — Edmund Power Flynn, Libéral
4. 1882-1887 — Henry Nicholas Paint, Conservateur
5. 1887-1891 — Edmund Power Flynn, Libéral (2)
6. 1891-1900 — Joseph A. Gillies, Conservateur
7. 1900-1904 — Joseph Matheson, Libéral
8. 1904-1908 — Duncan Finlayson, Libéral
9. 1908-1917 — George W. Kyte, Libéral

- ¹ = Élection partielle